# Трговина људима у Јужној Америци
Трговина људима или "трговина људима" је регрутовање, скривање, превоз, пружање или прибављање особе углавном у сврху присилног рада или проституције. Други разлози за трговину људима су уклањање органа, присилни брак и друге експлоатације. Јужна Америка је једна од највећих изворних и одредишних локација на свијету и већ дуги низ година се бори са тим проблемом. ИЛО процјењује да је од 20,9 милиона жртава трговине људима у 2012. години, 1,8 милиона било из Латинске Америке. Постоје многи фактори који узрокују трговину људима, као што су велика потражња за кућним слугама, сексуалним радницима и фабричким радницима, постојање већ успостављених мрежа трговине људима које често искориштавају младе жене и дјецу, корупција у владама и локалним агенцијама за спровођење закона, незаинтересованост владе за то питање и недостатак могућности за жене у јужноамеричким регионима у којима се одвија трговина људима. Људи експлоатисани у трговини људима су често осиромашени, припадници аутохтоних народа, незапослени, жртве злостављања, неписмени, корисници супстанци, бескућници или укључени у активности банди. Истраживање Стејт департмента Сједињених Држава такође је открило да су ЛГБТК+ особе рањиве на трговину људима. До сада, сексуална трговина је водећа врста трговине људима, која чини 79 одсто свих трговина људима. Након тога слиједи принудни рад на 18 одсто. Око 20 одсто жртава трговине људима су дјеца. Примарне дестинације за трговину људима и илегалну имиграцију су Сједињене Америчке Државе, Шпанија, Уједињено Краљевство, Италија, Холандија, Португал и Канада. Глобализација, капитализам и друштвени ставови олакшавају и смањују препреке трговини људима.

## Историја трговине људима у региону
Комерцијална употреба људи у Латинској и Јужној Америци призната је од 1928. године од стране Лиге народа. Комерцијална употреба људи се углавном састоји од жена и дјеце. У 2000. години, трговина људима добија велику пажњу због Закона о заштити жртава трговине људима који су усвојиле Сједињене Државе. Иако је то акт америчке политике, акт се такође састоји од напора против трговине људима којима САД настоје да зауставе трговину људима у регији својих јужних сусједа. Тренутно је Латинска Америка трећи највећи извор трговине људима. Постоје различите теорије о томе зашто је Централна Америка, посебно, забиљежила пораст случајева трговине људима. Једна теорија је да су се због друштвених промјена и политичких превирања која су се догодила након што су се Шпанци повукли, злочини попут присилног ропства и сексуалне експлоатације повећали без провјере. Ту је нормализација људске експлоатације која је остала иза колонијализма. Прихватање људске експлоатације произилази из пракси маргинализације као што је расизам. Култивисање услова који су омогућили трговину људима у Латинској Америци може се датирати од доласка првих конквистадора у 16. вијеку.
Од 15. вијека постоји континуирани образац експлоатације и вађења земље и људи који насељавају тај регион. Прво са шпанским, затим диктатурама које су је замјениле, а недавно заједно са диктаторима је неолиберализам. Са неолиберализмом, постоје спољне компаније које радницима плаћају скоро никакве плате док их претерају. Због прошлих грађанских ратова, недостатка владине регулације и случајева кршења људских права из прошлости, Латиноамериканци и Јужни Американци постали су изузетно неповјерљиви према својим тренутним владама. Ова ситуација га чини идеалним за трговце људима да тргују људима.

## Врсте трговине људима

### Трговина сексом
Трговина сексом је пракса киднаповања људи, обично младих жена и дјеце, да би били приморани на праксу сексуалног ропства и проституције. Трговина сексом је најчешћи облик трговине људима. Према извјештају UNODC-а, 79 процената трговине људима је трговина сексом. Типично, људи са историјом сексуалног напада или сексуалног насиља и људи који живе у сиромаштву су мета трговине људима. Према званичницима Стејт департмента, процјењује се да се сваке године тргује са десетинама хиљада жена из Латинске Америке, обично на међународном нивоу. Велики број ових жртава долази из Колумбије или Доминиканске Републике. Према извјештају Уједињених нација из 2016. године, више банди, криминалних породица и организација за трговину дрогом баве се трговином људима која може укључити око 480.500 жртава. Ове жене и обично дјеца се тргују у сврху проституције, али такође могу бити приморани да раде у порнографији или да се бавестриптизом. Аргентина и Бразил су веома уобичајене земље одредишта за жене са Анда и неких мјеста на Карибима, као што је Доминиканска Република и Панама је одредишна земља за жене из Колумбије и Централне Америке које су принуђене да раде у трговини сексом. Трговина људима је уобичајена појава дуж граница у Централној и Јужној Америци. Мексичко-гватемалска граница је посебно популарна због тога што су мигранти без докумената на путу за Сједињене Државе често гурнути у проституцију.

### Присилни рад
Присилни рад је пракса застрашивања лица да обавља врсту рада, путем застрашивања или насиља. ИЛО је извјестио да је 2012. године око 1,8 милиона људи у Латинској Америци били радници на принудном раду. Ови бројеви су укључивали жртве трговине људима. Процјењује се да ови бројеви чине отприлике 3,1 одсто становништва региона, иако се не рачунају жртве трговине људима које се шаљу на међународном нивоу. Типично, мушкарцима се обраћају људи који траже раднике у урбаним срединама гдје су сиромаштво и незапосленост уобичајени. Из извјештаја УНОДЦ-а из 2014. године мушкарци чине од 67 до 70 процената жртава трговине људима ради присилног рада. Ови људи обећавају добру плату за рад и често превозе раднике на ранчеве и руднике у удаљеним подручјима. Ово је уобичајена пракса или појава у мјестима као што су Перу, Бразил, Боливија и Парагвај, гдје су људи често приморани да раде на сточарским ранчевима, млиновима, рудницима и плантажама гдје се производе соја, памук и кукуруз. Када стигну на одредиште, радницима је речено да су сада у дуговима и да их држе у дужничком ропству. Речено им је да ће им се трошкови превоза извући из плата. У другим случајевима, радници се не доводе на градилиште, већ на мјесто истовара, гдје понекад чекају данима или недељама да послодавци дођу по њих. Храна, преноћиште и превоз одузимају им се од плате и држе их до исплате дуга. Аутохтоно становништво Латинске Америке такође је веома подложно одвођењу на присилни рад. Типично, они живе у сиромаштву и са дискриминацијом и ниском стопом писмености који раде против њих, немају прави начин да ефикасно протестују против послодаваца. Процјењује се да годишње око 1,5 милиона сезонских радника на фарми, који су углавном из Латинске Америке и Карипских острва, бере производе у Сједињеним Државама. Све је већи број злоупотреба због присилног рада због ниских плата, тешких услова рада, недостатка правне заштите и све веће потражње за јефтином радном снагом.

### Трговина дјецом
Типично, дјецом се тргује у земљама које имају велике туристичке атракције и центре на сексуални туризам. Дјеца са улице и сирочад су најугроженији да их искористе трговци људима, иако је било случајева да дјеца жртве трговине и даље живе са својом породицом и учествују у комерцијалним сексуалним активностима како би се обезбједила породица. Неки други фактори који чине дијете рањивим да постане жртва трговине људима су сиромаштво, ријетко похађање школе, умјешаност у криминалне активности, зависност од дроге или алкохола, или физичко или сексуално злостављање. Дјеца се обично тргују ради илегалних усвајања, ангажују се као дјеца ратници, ради сексуалног ропства или ради рада за организовану криминалну групу. Званичници Стејт департмента процјењују да отприлике милион дјеце ради као кућна послуга у Латинској Америци и да 70 до 80 одсто дјеце без пратње путује са кријумчарима. УНОДЦ је примјетио да дјеца чине 30 процената жртава трговине људима у Америци.

## Структурни фактори који доприносе трговини људима

### Везе са организованим криминалом
Људима често тргују криминалне организације као што су криминалне банде или мафијашке групе. Типично, организоване криминалне групе учествују у трговини сексом и трговини људима. У Гватемали, организоване криминалне групе киднапују и превозе жене из других земаља, често других латиноамеричких земаља, како би учествовале у проституцији и сексуалном ропству. Према Коалицији за билатерални безбједносни коридор (енгл. Bilateral Safety Corridor Coalition), организоване криминалне групе из Русије, Јапана, Мексика, Централне Америке, Украјине и више других земаља ухваћене су у покушају трговине људима преко границе између САД и Мексика. Стејт департмент наводи да постоје докази о присиљавању деце на злочине у Еквадору, Чилеу и Бразилу.

### Понуда и потражња капитализма
Трговина људима је јединствена по томе што су понуда и потражња иста ствар. Велика потражња за људским телима подстиче експлоатацију и дехуманизацију људских бића. У публикацији САГА постоји приближно 32 милијарде долара које индустрија трговине људима генерише годишње. Понуда и потражња трговине људима је нормализована у капиталистичким друштвима у којима потрошачи сматрају да је њихово право да добију услуге које су платили. Дајући људима новчану вриједност, они који их продају натерају да их виде као објект и своју имовину.
Због понуде и потражње људи, крајња дестинација за жртве трговине људима је у корелацији са туризмом. Туризам и сексуална експлоатација су у позитивној корелацији у савременим градовима Латинске Америке.

### Стигма и друштвени ставови
Додатни фактори који одржавају трговину људима, присилни рад и присилну проституцију су стигме и ставови друштва према појединцима у индустрији трговине људима. Истраживање које је спровела Џо Биндман, тврди да се сексуални радници генерално суочавају са знатно већом дискриминацијом од стране органа за спровођење закона, државних органа и друштва. Ово представља проблем трговине људима јер су они који нису вољни присиљени на сексуални рад у неповољном положају да добију помоћ због разговора о сексуалном раду.

### Системска неједнакост
Због неједнакости и диспаритета који су резултат глобализације и недостатка регулативе, постоје одређене групе које су рањивије од других да постану жртве трговине људима. Ове групе укључују и нису ограничене на појединце који су осиромашени, немају прилике за посао, квир и/или се баве штетним културним традицијама. Они који живе у сиромаштву и немају прилику да стекну сигуран, частан посао лако су подложни обмањујућим, манипулативним тактикама трговаца људима. У свом очају, људи се налазе у систему трговине људима.

### Илегална имиграција
Неки људи одлазе код трговаца људима који траже да буду доведени у нову земљу, обично илегално. Најчешће земље у које се људи доводе су Сједињене Државе, Уједињено Краљевство, Италија, Канада, Шпанија и Холандија. Ове земље су почеле да се ослањају на раднике мигранте који раде послове у пољопривреди, грађевинарству, производњи и кућним услугама за ниске плате. Због забринутости за конкуренцију за посао, безбједност и многа друга питања везана за примање велике количине становништва рођеног у иностранству, ово је довело до тога да многе од ових земаља ојачају и пооштре безбједност својих граница. Иако је ово само изазвало пораст илегалне имиграције. Многи људи из Гватемале и Белизеа путују кроз Мексико да би дошли до границе са Сједињеним Државама. Због све веће безбједности дуж граница, шверцери ће ићи опаснијим рутама, што чини шверц скупљим. Да би то платили, шверцери ће натерати мигранте на присилни рад или проституцију. Према Здројевском, многе жене и дјеца жртве трговине људима у Централној Америци потичу из Никарагве, Доминиканске Републике и Гватемале. Највише имиграције је са југа на сјевер, у Сједињене Државе.

## Напори у борби против трговине људима
Недовољно се пријављује трговина људима због чега недостаје значајна количина података о трговини људима. Два разлога иза овога су један неадекватан закон који окружује и недостатак свједочења жртава и свједока. Већина недовољно заступљених видова трговине људима спада у категорије присилног рада, кућног ропства, присилних бракова, узимања органа и трговине дјецом. Године 2000. Протокол за спрјечавање, сузбијање и кажњавање трговине људима, посебно женама и дјецом, познат и као Протокол о трговини људима, допуњава Конвенцију Уједињених нација против транснационалног организованог криминала. Његова намјена је да спријечи и бори се против трговине људима тако што ће омогућити међународним корпорацијама. Од стварања протокола све више земаља примењује законе у настојању да спрјече даљу трговину људима. Трговина људима у Латинској Америци није постала централно питање све до касног двадесетог и почетка двадесет првог вијека, након америчког Закона о заштити жртава трговине људима и Протокола о трговини људима Уједињених нација. ТВПА је обезбједила средства за подршку локалним напорима против трговине људима.
Друштвено, постоји повећана свијест о овом питању и како најбоље подржати жртве. Постоје програми који обучавају појединце да препознају жртве трговине људима и брину о њима. Међутим, многе земље Латинске Америке сматрају да напредују у борби против трговине људима јер им недостају ресурси и политичка моћ да спроведу постојеће програме. Велики дио њихових ресурса и времена одлази на друга питања као што су трговина дрогом и насиље банди. Многим земљама чак недостају склоништа за жртве трговине људима и планови за праћење након што жртва буде ослобођена.